# Megalotomus junceus
Megalotomus junceus är en insektsart som först beskrevs av Giovanni Antonio Scopoli 1761.  Megalotomus junceus ingår i släktet Megalotomus och familjen krumhornskinnbaggar. Inga underarter finns listade i Catalogue of Life.